# Volt egyszer egy Venice
A Volt egyszer egy Venice (eredeti cím: Once Upon a Time in Venice) 2017-ben bemutatott  amerikai akcióvígjáték, melyet Mark és Robb Cullen forgatókönyvéből Mark Cullen rendezett. A főbb szerepekben Bruce Willis, Jason Momoa, John Goodman, Thomas Middleditch, Famke Janssen, Adam Goldberg és Jessica Gomes látható.
A filmet az Amerikai Egyesült Államokban 2017. június 16-án, míg Magyarországon egy nappal korábban június 15-én mutatták be a mozikban.

## Rövid történet
Egy magánnyomozó kénytelen együtt dolgozni egy bűnbandával, ha vissza akarja kapni a banda által elrabolt kutyáját.

## Szereplők
| Színész              | Szerep        | Magyar hang        |
| -------------------- | ------------- | ------------------ |
| Bruce Willis         | Steve Ford    | Dörner György      |
| Jason Momoa          | Spyder        | Varga Rókus        |
| John Goodman         | Dave Phillips | Papp János         |
| Thomas Middleditch   | John          | Szabó Máté         |
| Famke Janssen        | Katey Ford    | Bertalan Ágnes     |
| Adam Goldberg        | Lio, a zsidó  | Rajkai Zoltán      |
| Jessica Gomes        | Nola          | Bogdányi Titanilla |
| Stephanie Sigman     | Lupe          | Bánfalvi Eszter    |
| Wood Harris          | Prince        | Bognár Tamás       |
| Ken Davitian         | Yuri          | Pálfai Péter       |
| Victor Ortiz         | Chewy         | Sótonyi Gábor      |
| Elisabeth Röhm       | Anne Phillips | Létay Dóra         |
| Adrian Martinez      | Tino          | Elek Ferenc        |
| Christopher McDonald | Mr. Carter    | Forgács Gábor      |
| Ron Funches          | Mocha         | Csőre Gábor        |
| Kal Penn             | Rajeesh       | Karácsonyi Zoltán  |
| Emily Robinson       | Taylor        | Hermann Lilla      |